# Calocheiridius loebli
Calocheiridius loebli är en spindeldjursart som beskrevs av Beier 1974. Calocheiridius loebli ingår i släktet Calocheiridius och familjen Olpiidae. Inga underarter finns listade.